# Portugués (Ponce)
Portugués es un barrio ubicado en el municipio de Ponce en el estado libre asociado de Puerto Rico. En el Censo de 2010 tenía una población de 4134 habitantes y una densidad poblacional de 446,97 personas por km².

## Geografía
Portugués se encuentra ubicado en las coordenadas 18°3′24″N 66°36′52″O / 18.05667, -66.61444. Según la Oficina del Censo de los Estados Unidos, Portugués tiene una superficie total de 9.25 km², de la cual 9.16 km² corresponden a tierra firme y (0.98%) 0.09 km² es agua.

## Demografía
Según el censo de 2010, había 4134 personas residiendo en portugués. La densidad de población era de 446,97 hab./km². De los 4134 habitantes, Portugués estaba compuesto por el 74.87% blancos, el 10.98% eran afroamericanos, el 0.6% eran amerindios, el 0.19% eran asiáticos, el 10.45% eran de otras razas y el 2.9% pertenecían a dos o más razas. Del total de la población el 99.23% eran hispanos o latinos de cualquier raza.